# Jan Kučera (dirigent)
Jan Kučera (* 11. října 1977 Klatovy) je český dirigent, skladatel a klavírista, v letech 2015–2021 šéfdirigent Karlovarského symfonického orchestru.

## Život
Narodil se v Klatovech a do svých 12 let žil v Železné Rudě. Po absolutoriu Pražské konzervatoře a HAMU, kde absolvoval bakalářské studium, zahájil svoji profesionální dráhu jako asistent šéfdirigenta Symfonického orchestru Českého rozhlasu (SOČR) Vladimíra Válka. 
Jako skladatel zasahuje do mnoha oblastí, tvoří kompozice operní (Rudá Marie, Perníková chaloupka, Legenda z Mlžných hor, Don Buoso), baletní (Tři mušketýři, Zkrocení zlé ženy), symfonické (Symfonie č. 1 „Šumavská“, Houslový koncert, Klavírní koncert) i komorní, kantátové i písňové. Na svém kontě má rovněž kolem padesáti scénických hudeb k inscenacím pražských i oblastních divadelních scén. Jeho skladby provedla Česká filharmonie, Národní divadlo v Praze, Lotyšské národní divadlo v Rize, Symfonický orchestr hl. m. Prahy FOK, Symfonický orchestr Českého rozhlasu a řada dalších divadel a orchestrů. Plodná je i jeho tvorba v oblasti aranžérské – je autorem symfonických úprav písní Jaroslava Ježka a několika symfonických suit složených z písní a melodií z českých filmů. Jako dirigent pravidelně spolupracuje s předními českými orchestry, s nimiž kromě klasického repertoáru provedl nebo natočil více než sto symfonických skladeb soudobých autorů, často v premiéře. Působil jako dirigent Symfonického orchestru Českého rozhlasu (2002–2010) a šéfdirigent Karlovarského symfonického orchestru (2015–2021). 
Pro svou hudební všestrannost a pohotovost je často vyhledáván i k produkcím crossoverových koncertů a projektů, které propojují svět klasické a populární hudby. Takto spolupracoval s téměř všemi výraznými českými umělci (Karel Gott, Vojtěch Dyk, Ewa Farna, Čechomor, Dagmar Pecková, Adam Plachetka, Štefan Margita, Michael Kocáb, Dan Bárta a mnoho dalších). 

## Dílo

### Symfonická hudba
- Eduard a Bůh – symfonická báseň podle Milana Kundery (1997)
- Na Hrázi věčnosti – symfonická báseň podle Bohumila Hrabala (2001)
- Prométheova játra – symfonická báseň podle Jiřího Koláře (2002)
- Malostranské variace – pro komorní orchestr (2002)
- Tokyo Pulsing – pro big band a symfonický orchestr (2014)
- Meditace na starou píseň (2013)
- Zrození – verze pro symfonický orchestr
- O mnohosti světů obydlených – symfonický obraz
- Carpe diem - orchestrální předehra
- Symfonie č. 1 "Šumavská"

### Komorní hudba
- Zrození – ze scénické hudby představení 13. měsíc (2012)
- Full House – pro smyčcové kvinteto
- Contemplation – pro smyčcové kvinteto
- Děvčátko se sirkami – podle H. Ch. Andersena – pro violoncello a klavír (1997)
- Sluneční hodiny – pro smyčcové kvarteto (2018)

### Koncertantní hudba
- The Joker – pro trubku a klavír na objednávku Mezinárodní soutěže Pražského jara (2009)
- The Joker – pro trubku a orchestr
- Píseň houslí toulavých – pro housle a orchestr (2010)
- Baroque Reminiscences – pro trubku piccolo a komorní orchestr (2011)
- Roztančené concertino – pro sopránsaxofon a smyčcový orchestr (2013)
- Koncert pro barytonsaxofon a orchestr (2018)
- Koncert pro klavír a orchestr
- Koncert pro housle a orchestr

### Opera
- Iduščiny květiny – opera pro děti podle H. Ch. Andersena (2001)
- Rudá Marie – opera na libreto Oldřicha Kaisera a Jiřího Lábuse (2009)
- Perníková chaloupka - dětská opera
- Legenda z Mlžných hor
- Don Buoso - prequel k Pucciniho opeře Gianni Schichci (2023)

### Vokálně-instrumentální hudba
- O vere beata nox – píseň pro soprán a orchestr (1996)
- Oratio pro lacrimae (1996)
- Písně pro Bambini di Praga – Mravenec, Zatoulaný mráz, V černém moři, Pohádková hvězda ad. (1997)
- Sláva Bohu na Výsosti – vánoční kantáta pro sbor a orchestr (2000)
- Songs after Joyce – pro soprán a klavír
- Benedicamus Domino – pro sóla, smíšený sbor, dětský sbor, varhany a symfonický orchestr
- Pivní oratorium – pro sóla, vypravěče, mužský sbor a symfonický orchestr
- Český poutník – pro baryton sólo, vypravěče, smíšený sbor a symfonický orchestr

### Balet
- Tři mušketýři
- Zkrocení zlé ženy

### Filmová hudba
Pánský klub (2022)

## Scénická hudba (výběr)
- Narozen 28. října (Divadlo v Celetné, Divadelní sdružení CD 94, režie Petr Svojtka, 1999)
- Ženitba (Divadlo Český Těšín, režie Petr Svojtka, 2000)
- Král jelenem (Divadlo na Vinohradech, režie Petr Svojtka, 2003)
- Ivánku, kamaráde, můžeš mluvit? (režie Petr Čtvrtníček, 2005)
- Večer tříkrálový (Divadlo Na Jezerce, režie Jan Hrušínský, 2010)
- Nedotknutelní (Spitfire Company, režie Petr Boháč, 2010)
- Kabaret U Fleků (režie Petr Hašek, 2013)
- Cesta kolem světa (Divadlo Na Jezerce, režie Tereza Němcová, 2013)
- Generálka (Divadlo na Jezerce, režie Radek Balaš, 2014)
- Tři v tom (Divadlo Na Jezerce, režie Matěj Balcar, 2015)
- Agent tzv. společenský (Švandovo divadlo, 2020)
- Muž vlastní penis, vagina vlastní ženu (Švandovo divadlo, 2021)

## Aranže a úpravy (výběr)
- Písně Jaroslava Ježka, V + W – symfonický orchestr (2003)
- Písně z českých předválečných a válečných filmů – symfonický orchestr (2003)
- Písně z českých filmových muzikálů – symfonický orchestr (2003)

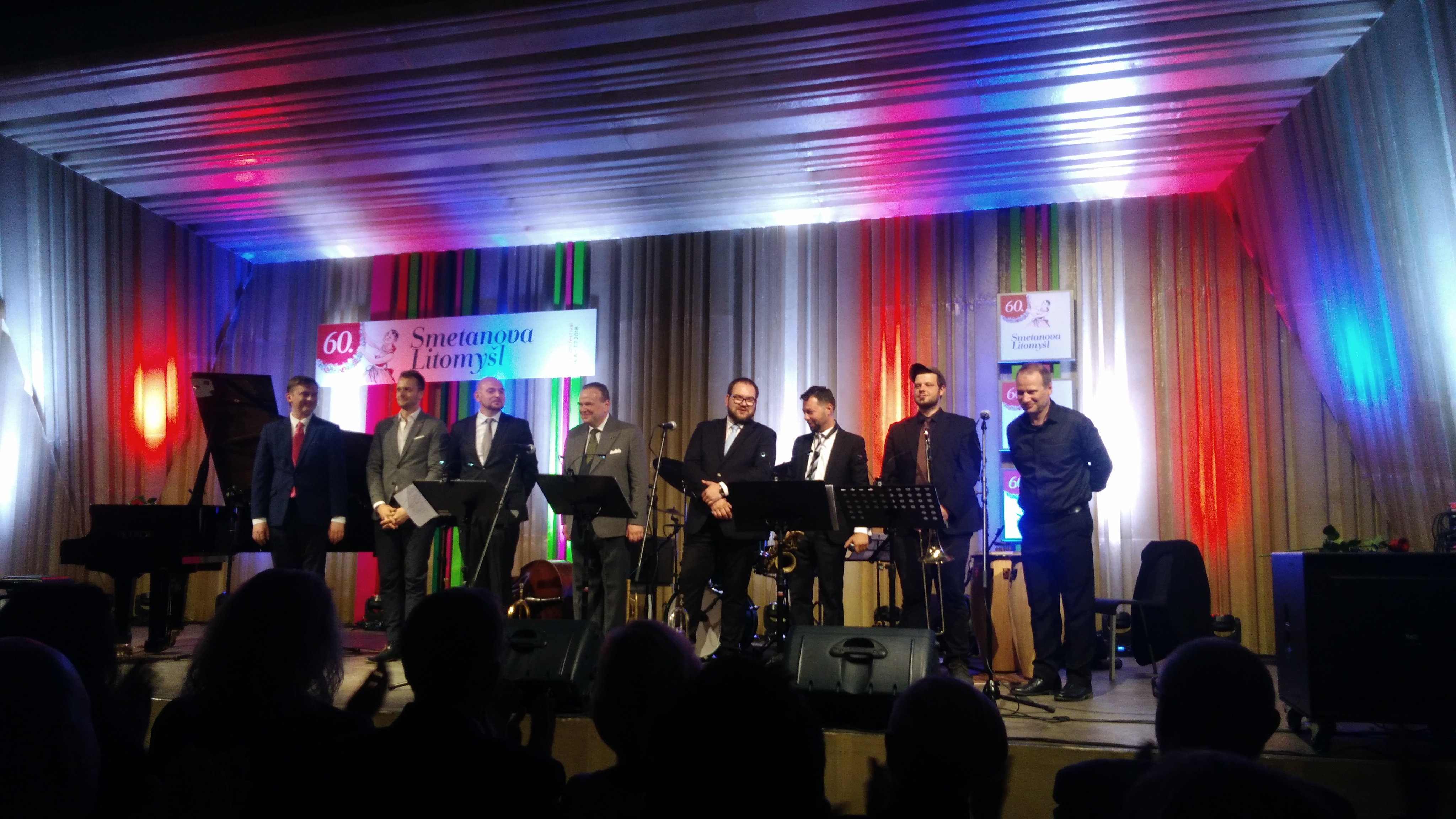
První zleva (Smetanova Litomyšl 2018)

- 30 případů majora Zemana – Zdeněk Liška – smyčcové kvarteto (2005)
- Filmové melodie Petra Hapky
- Písně ze starých českých filmů
- Písně George Gershwina – symfonický orchestr (2011)
- Čechomor a Kühnův smíšený sbor (2013)
- Symfonické znělky České televize ČT :D (2013)

## Autorské CD
- Stav beztíže – Jan Kučera trio + Epoque Quartet (2010) JAP
- Epoque Quartet plays Jan Kučera (2018) Radioservis
- Perníková chaloupka (2021) Radioservis